# You Make Me
〈You Make Me〉는 DJ 아비치의 노래이다. 정규 데뷔 앨범 《True》의 싱글이다. 영국 싱글 차트 5위를 한 곡이다. 스웨덴 음반 산업 협회(GLF) 인증 4× 플래티넘 등급을 받은 곡이다.

## 곡 목록
Digital download
1. "You Make Me" – 3:53

Digital download – Remixes
1. "You Make Me" (Extended Mix) – 5:18
2. "You Make Me" (Throttle Remix) – 4:45
3. "You Make Me" (Diplo and Ookay Remix) – 4:07